# عمر محمد بخیت
عمر محمد بخیت (انگلیسی: Omer Mohamed Bakhit؛ زادهٔ ۲۴ نوامبر ۱۹۸۴) بازیکن فوتبال اهل سودان بود.
از باشگاه‌هایی که در آن بازی کرده‌است می‌توان به باشگاه فوتبال الهلال و باشگاه فوتبال الهلال ام درمان اشاره کرد.
وی همچنین در تیم ملی فوتبال سودان بازی کرده‌است.